# Ngognwas
Ngognwas ou Ngog Ngouas est un village de la région du Centre du Cameroun, situé dans la commune de Dibang. 

## Population et développement
En 1962, la population de Ngognwas était de 224 habitants. La population de Ngognwas était de 254 habitants dont 135 hommes et 119 femmes, lors du recensement de 2005.     